# Huwajdża Fauka
Huwajdża Fauka – miejscowość w Syrii, w muhafazie Hama. W 2004 roku liczyła 2428 mieszkańców.